# Alpirsbacher Klosterbräu Glauner
Die Alpirsbacher Klosterbräu Glauner GmbH ist eine Brauerei in Alpirsbach im Schwarzwald. Die Brauerei wurde 1880 gegründet.

## Geschichte

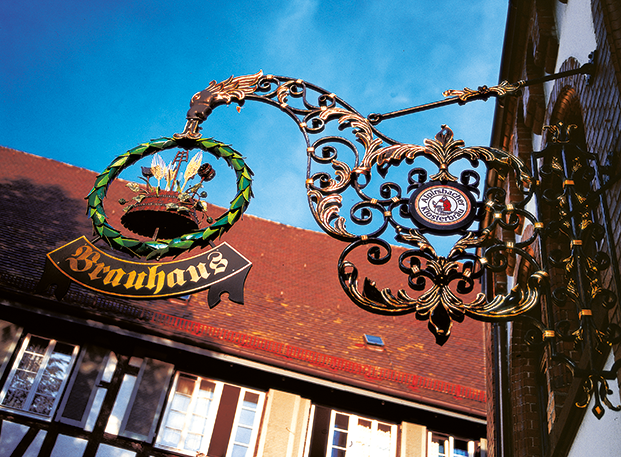
Werbeschild der Brauerei

Das Unternehmen wurde 1877 von Johann Gottfried Glauner gegründet, indem er das damals noch als Löwenbrau firmierende Unternehmen kaufte und damit die einstige Klosterbrauerei reaktivierte. 1880 ging die Firma an Carl Albert Glauner über. 1906 erfolgte die Umfirmierung zu Alpirsbacher Klosterbräu. Das Unternehmen befindet sich durchgehend im Besitz der Familie Glauner, die die Privatbrauerei bereits in der vierten Generation führt. Die Geschäftsleitung besteht aus dem Geschäftsführer Markus Schlör und dem Inhaber Carl Glauner sowie drei Prokuristen. Die Brauerei ist Mitglied beim Verbund Die Freien Brauer.
Die Alpirsbacher Klosterbräu Glauner GmbH produziert und vertreibt Biere. Darüber hinaus übernimmt und verwaltet das Unternehmen Beteiligungen an Industrie- und Handelsunternehmen.
Es braut 200.000 Hektoliter im Jahr. Sitz und einziger Produktionsstandort ist Alpirsbach.
Eine Besonderheit der Brauerei ist eine spezielle Pipeline, welche die voneinander räumlich getrennte Brauerei (Sudhaus) mit dem Gär- und Lagerkeller und der Abfüllanlage verbindet.

## Produkte
Zum Sortiment zählen folgende Biersorten:
| Sorte                              | Typ                    | Prozent Stammwürze | Volumenprozent Alkoholgehalt | Bemerkungen                                                                       |
| ---------------------------------- | ---------------------- | ------------------ | ---------------------------- | --------------------------------------------------------------------------------- |
| Pils                               | Pilsner                | 11                 | 4,9                          |                                                                                   |
| Spezial                            | Export                 | 12                 | 5,2                          |                                                                                   |
| Kleiner Mönch                      | Mildbier (hell)        | 12                 | 5,4                          | Bronzepreis beim European Beer Star 2014                                          |
| alkoholfreies Schwarzwaldbier 0,0% | alkoholfreies          |                    | 0,0                          |                                                                                   |
| Kloster Helles                     | Hellbier               | 11                 | 5,1                          |                                                                                   |
| Kloster Dunkel                     | Schwarzbier            | 13                 | 5,2                          |                                                                                   |
| Kloster Starkbier                  | Bockbier               | 16                 | 7,3                          | Europe’s Best Doppelbock, bei den World Beer Awards 2014                          |
| Kloster Weizen Dunkel              | Weizenbier             | 12                 | 5,5                          |                                                                                   |
| Kloster Zwickel                    | Kellerbier             | 12                 | 5,4                          |                                                                                   |
| Klosterstoff                       | Märzenbier             | 13                 | 5,9                          | World’s Best Seasonal Lager, bei den World Beer Awards 2014                       |
| Weizen Hefe Hell                   | Weizenbier             | 12                 | 5,5                          |                                                                                   |
| Weizen alkoholfrei 0,0%            | Weizenbier alkoholfrei |                    | 0,0                          |                                                                                   |
| Weizen Kristall                    | Weizenbier             | 12                 | 5,5                          |                                                                                   |
| Radler Classic                     | Biermischgetränk       | 6                  | 2,6                          |                                                                                   |
| Radler Naturtrüb                   | Biermischgetränk       | 5                  | 2,5                          |                                                                                   |
| Radler Naturtrüb alkoholfrei 0,0%  | Biermischgetränk       |                    | 0,0                          |                                                                                   |
| Kräuter Radler                     | Biermischgetränk       | 4                  | 2,1                          |                                                                                   |
| Schwarzwald Michel                 | Untergäriges Bier      | 11                 | 4,8                          | DLG Silber 2018, World Beer Awards Germany Silber, Exklusiv für Edeka hergestellt |
| Schwarzwald Michel Radler          | Biermischgetränk       | 6                  | 2,6                          | Exklusiv für Edeka hergestellt                                                    |
| Weihnachtsbier                     | Festbier               | 13                 | 5,6                          |                                                                                   |

Zudem befinden drei Sorten der KlosterGarten Saftschorle im Sortiment (Apfel Johannisbeere Lavendel, Apfel Rosmarin und Birne Ingwer).